# Bokeh

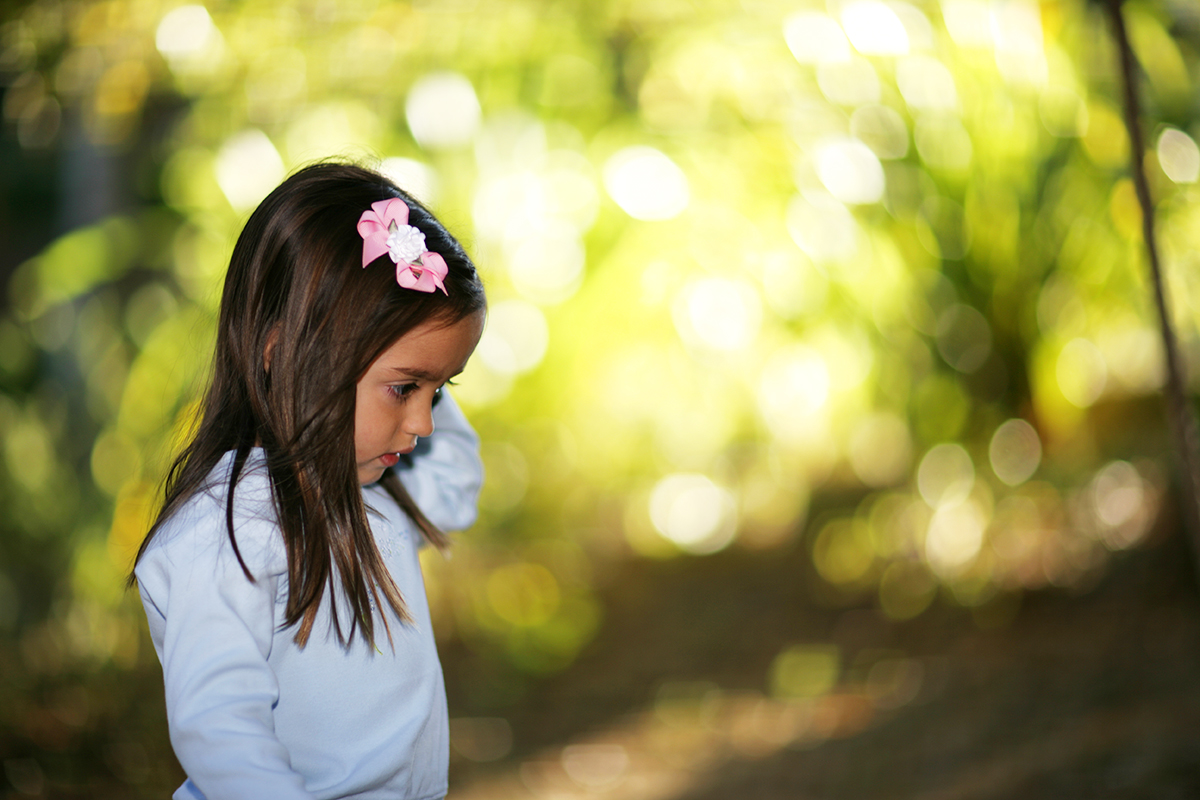
Bokeh em uma foto tirada com lente 85mm e abertura equivalente a f/1.2.

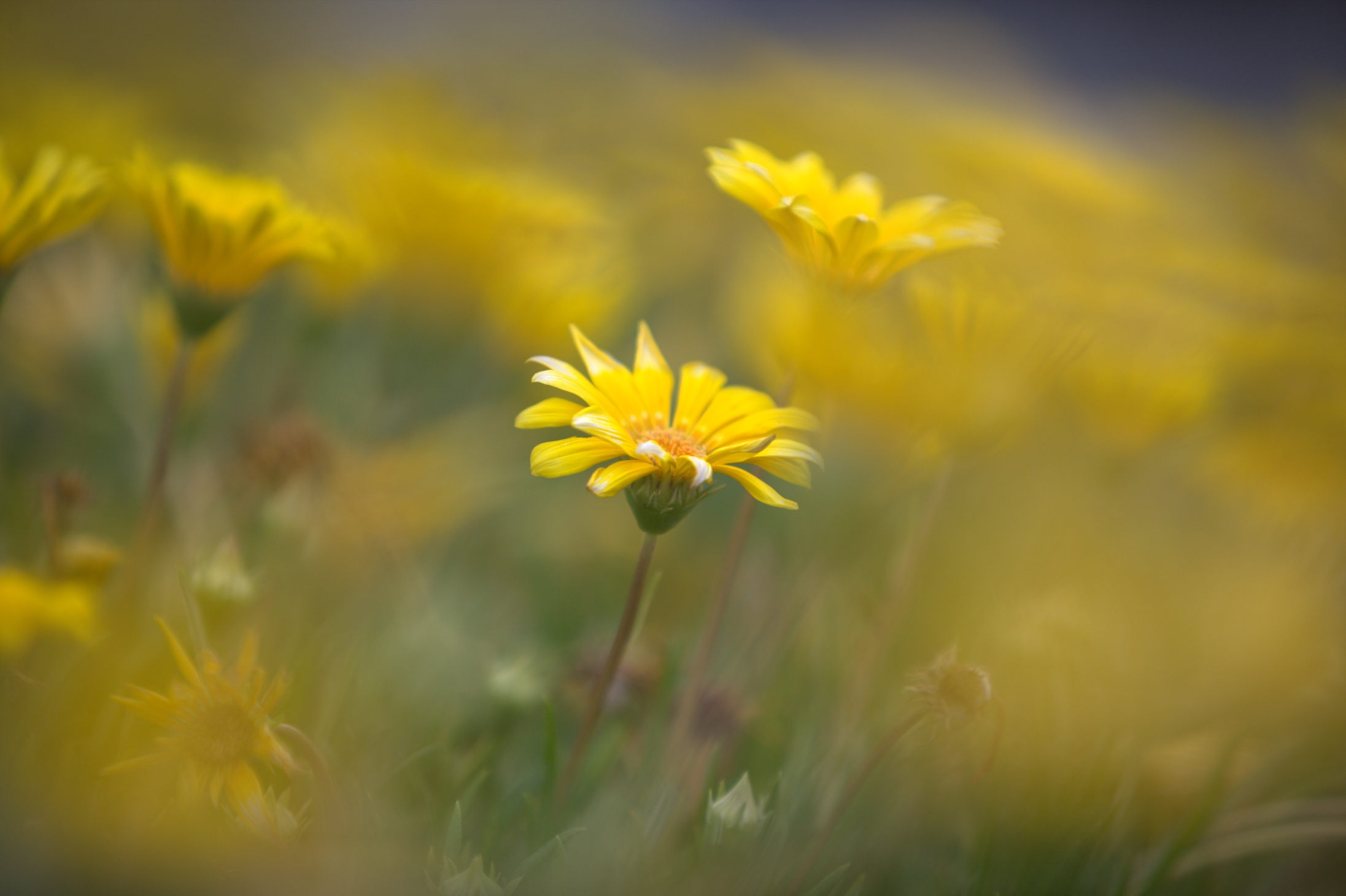
Bokeh em uma foto tirada com lente 200mm e abertura equivalente a f/2.8.

Bokeh (do japonês boke ぼけ, "blur") é um termo usado na fotografia referente às áreas fora de foco e distorcidas, produzidas por lentes fotográficas. Diferentes bokehs de lentes produzem efeitos estéticos separados em fundos desfocados, os quais são freqüentemente utilizados para reduzir distrações e enfatizar o assunto primário.

## Origem
Mike Johnston, editor oficial da revista Photo Techniques, alega ter cunhado a pronúncia bokeh para sugerir a forma correta de dizer para falantes da língua inglesa, substituindo a antiga pronúncia boke que deriva diretamente da palavra japonesa para "flocoso" e está em uso desde pelo menos 1996.
O termo bokeh aparece em livros de fotografia no mínimo desde 2000.

## Descrição
Apesar da dificuldade em medir, algumas lentes aprimoram a qualidade final de imagem ao produzir, subjetivamente, mais convenientes áreas desfocadas, conhecidas como bokeh. O Bokeh é especialmente importante para lentes de grande abertura, lentes para macro, e longas teleobjetivas, pois estas são tipicamente usadas com uma pequena Profundidade de campo. Bokeh é também importante para "lentes de retrato" (tipicamente teleobjetivas medianas, de 85 a 150 mm em equivalência ao formato 35mm) porque o fotógrafo normalmente selecionaria uma curta profundidade de campo de foco (larga abertura) para desfocar o fundo e salientar o assunto principal.
As características de Bokeh podem ser quantificadas ao examinar os Círculos de confusão da imagem. Em áreas fora de foco, cada ponto de luz torna-se um disco. Dependendo de como  uma lente tem sua Aberração esférica, o disco pode ser iluminado uniformemente, mais claro próximo à borda, ou mais claro perto do centro. Lentes que são pobremente aperfeiçoadas nesse aspecto mostrarão um tipo de disco nas áreas desfocadas  no plano do foco, e outro nas áreas que se encontram atrás. Isso pode ser, na verdade, desejável, devido ao fato de círculos que são menos iluminados próximo à sua delimitação.
Fabricantes de lentes incluindo Nikon e Minolta fazem lentes designadas com controles específicos para gerir áreas desfocadas. Dentre estas, estão incluídas: Nikkor 105mm f/2, Nikkor 135mm f/2, a antiga Minolta MD Rokkor 85mm f/2.8 de foco variável e automático.

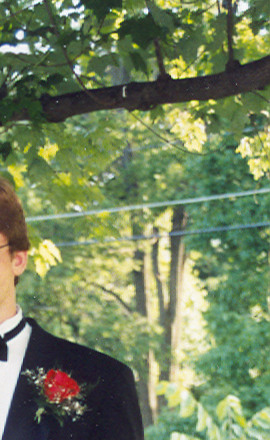
Ausência de bokeh.

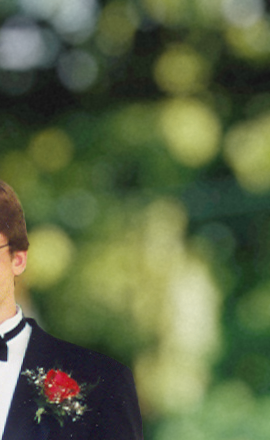
Falso bokeh.

Acredita-se que a qualidade de boke é influenciada diretamente pela formatação da abertura. Quando uma lente é configurada em posição diferente da sua máxima abertura, pontos desfocados estarão embaçados na forma poligonal da abertura ao invés de círculos perfeitos.
Entretanto, isto é apenas visível quando uma lente produz os indesejáveis limites agudos de bokeh. Algumas lentes possuem lâminas de abertura com bordas curvadas para fazer com que a abertura aproxime-se mais de um círculo do que de um polígono. Designers de lentes podem também aumentar o número de lâminas para obterem o mesmo feito. As Canon EF de 85mm e f/1.2L - utilizadas freqüentemente para retratos - são um exemplo de abertura quase circular.
Bokeh pode ser aproximado por Software, selecionando-se áreas a ser desfocadas, porém os resultados nem sempre são satisfatórios.
A outra característica de uma lente que a faz produzir convenientes bokehs é complexa. Alguns desenvolvimentos de lentes são conhecidos por gerar um certo efeito de bokeh, mas a maioria dos fotógrafos não entendem completamente como o design das lentes influencia o bokeh; ela mal repara em resultados que a apraz.